# Монгольська пляма
Монгольська пляма — синювате забарвлення шкіри в області крижів, рідше сідниць або стегон, пов'язана з заляганням пігменту меланіну в сполучнотканинному шарі шкіри. Назва пов'язана з тим, що подібні плями були вперше описані у новонароджених монголоїдів, хоча вони зустрічаються і у дітей інших рас.

## Опис
«Монгольські плями» чітко видно у вигляді локалізованої плями відразу після народження. Проходять на 12—24-й місяць, зрідка в слабкому вигляді залишаються у дорослих. Виявляються в області крижів, мають світло-синій відтінок кольору. Розмір області «монгольських плям» від невеликої монети до 6—10 см у діаметрі.

## Поширення
Їх мають 90 % монгольських однорічних дітей, але до 10 років ці плями залишаються тільки у 6 %. «Монгольські плями» зустрічаються і в Європі, хоча і дуже рідко (наприклад, у Болгарії 0,6 %). Поширені у корейців, японців, в'єтнамців, киргизів, казахів, індонезійців, айнів, ескімосів і індіанців Північної Америки, а також у росіян монголоїдного походження: якутів, бурятів, калмиків, тувинців, хакасів і ін.

## Лікування
Не потрібно. Монгольська пляма є вродженим доброякісним невусом і в переважній більшості випадків зникає до настання підліткового віку. Для монгольської плями не описано жодного випадку злоякісного переродження.

## У міфології
Серед монголів прийнято називати ці позначки «плямами Чингісхана». У киргизів — синці від матері-оленихи. Буряти називають монгольську пляму «менге», і вірили, що чим більше пляма, тим більше благословення у дитини від небесного хранителя. У калмиків і казахів називають його міткою Тенгрі, божества Неба, яке також благословляє новонароджених. У ряду інших тюркських народів, божества Тенгрі своєю рукою допомагають дитині зробити перший подих, плескаючи її по сідницях, у якутів цю роль виконує богиня Айыыһыт.